# بوآپور
بوآپور (به لاتین: Bhuapur) یک منطقهٔ مسکونی در بنگلادش است که در بویانپور واقع شده‌است. بوآپور ۱۳٫۹۲ کیلومتر مربع مساحت و ۲۸٬۷۰۸ نفر جمعیت دارد.